# Hartmut Günther (Linguist)
Hartmut Günther (* 11. August 1946 in Mölln im Kreis Herzogtum Lauenburg) ist ein deutscher Linguist und Hochschullehrer.

## Leben
Günther besuchte von 1954 bis 1966 die Volksschule und das Altsprachliche Gymnasium in Wiesbaden. Von 1966 bis 1988 absolvierte er den Wehrdienst als Soldat auf Zeit.
Von 1968 bis 1972 studierte er Germanistik, Allgemeine Sprachwissenschaft und Formale Logik an der Ludwig-Maximilians-Universität München. 1972 promovierte er zum Dr. phil. am Institut für Deutsche Philologie der Universität München. Er schloss ein zusätzliches Studienjahr mit einem Stipendium der Studienstiftung des deutschen Volkes am Department of Linguistics der University of Edinburgh, Schottland an. Von 1974 bis 1984 war er wissenschaftlicher Assistent am Institut für Phonetik und Sprachliche Kommunikation der Universität München.
Er heiratete 1978 Ulrike Arnold, mit der er drei Kinder hat.
1983 habilitierte (Dr. phil. habil.) er an der Philosophischen Fakultät II der Ludwig-Maximilians-Universität München. Von 1984 bis 1988 war er Heisenbergstipendiat der Deutschen Forschungsgemeinschaft am Max-Planck-Institut für Psycholinguistik in Nijmegen.
In den Jahren 1989 bis 1995 folgten Professur-Vertretungen in Köln, Adana (Türkei), Stuttgart, Hannover, Dortmund und Innsbruck.
Er war stellvertretender Direktor von 1995 bis 1996 am Institut für Deutsche Sprache in Mannheim.
Von 1996 bis 2011 war er Professor für Deutsche Sprache und Literatur und ihre Didaktik mit Schwerpunkt Sprachwissenschaft/Sprachdidaktik am Deutschseminar der Erziehungswissenschaftlichen Fakultät der Universität zu Köln (später Institut für Deutsche Sprache und Literatur II der Philosophischen Fakultät).
Von 1999 bis 2003 war er Dekan der Erziehungswissenschaftlichen Fakultät der Universität zu Köln. 2011 folgte seine Emeritierung.
Der Sonderpädagoge und Hochschullehrer Klaus-Burkhard Günther ist sein Bruder. 

## Werk
Von 1981 bis 1996 war Günther federführend für die Studiengruppe Geschriebene Sprache der Werner Reimers Stiftung tätig. Von 2005 bis 2011 gab er das Duden-Sprachbuch für die Grundschule heraus. Seine Arbeitsschwerpunkte waren die Deutsche Orthographie und der Schriftspracherwerb. Seit 2013 berät er das Mercator-Institut unter anderem im Rahmen des Projekts Lesen macht stark bei der Entwicklung eines Diagnostik- und Fördermaterials für die Grundschule.

## Schriften (Auswahl)
- Das System der Verben mit be- in der deutschen Sprache der Gegenwart. Dissertation, Niemeyer, Tübingen 1974, ISBN	978-3-484-10215-6
- Charakteristika von schriftlicher Sprache und Kommunikation. In: K.B. Günther & H. Günther (Hrsg.), Schrift, Schreiben, Schriftlichkeit. Niemeyer Tübingen 1983, Seiten 17–39. (Habilitationsschrift Teil 1).
- Studien zur visuellen Worterkennung. Forschungsberichte des Instituts für Phonetik und Sprachliche Kommunikation der Universität München 18, Seiten 1–190. (Habilitationsschrift Teil 2).
- Schriftliche Sprache. Strukturen geschriebener Wörter und ihre Verarbeitung beim Lesen. Konzepte der Sprach- und Literaturwissenschaft 40. Verlag Niemeyer De Gruyter, Tübingen 1988, ISBN 3484220406
- Die Schrift als Modell der Lautsprache. In: J. Ossner (Hrsg.), Schriftaneignung und Schreiben. Osnabrücker Beiträge zur Sprachtheorie 51, 15–32 1995.
- Die Grammatik der Schrift und die Schrift der Grammatik – Einige Thesen. Grundschulunterricht 42/4, 2. 1995
- Schrift und Schriftlichkeit. Ein interdisziplinäres Handbuch internationaler Forschung. Band I 1994, Band II 1996. De Gruyter, Berlin. Herausgegeben von Hartmut Günther, Otto Ludwig et al.
- Produktion und Perzeption mündlicher und schriftlicher Äußerungen. In: H. Günther, O. Ludwig et al. (Hrsg.), Schrift und Schriftlichkeit. Ein interdisziplinäres Handbuch internationaler Forschung. Band II, Art. 76. Berlin: de Gruyter, 903–917 (mit B. Pompino-Marschall). 1996
- Historisch-systematischer Aufriß der psychologischen Leseforschung. In: H. Günther, O. Ludwig et al. (Hrsg.), Schrift und Schriftlichkeit. Ein interdisziplinäres Handbuch internationaler Forschung. Band II, Art. 78. De Gruyter, Berlin 1996, 918–931
- Schrift als Zahlen- und Ordnungssystem. In: H. Günther, O. Ludwig et al. (Hrsg.), Schrift und Schriftlichkeit. Ein interdisziplinäres Handbuch internationaler Forschung. Band II, Art. 141. Berlin: de Gruyter, 1568–1583. 1996
- Die Sprache des Kindes und die Schrift der Erwachsenen. In: L. Huber & A. Speck-Hamdan (Hrsg.), Einblicke in den Schriftspracherwerb. Frankfurt: Westermann, 25–40 1997.
- Phonologisches Lesen als Kernproblem der Dyslexie. In: R. Weingarten & H. Günther (Hrsg.), Schriftspracherwerb. Hohengehren: Schneider, 98–115. 1998
- Sprachwissenschaft und Sprachdidaktik – Am Beispiel kleiner und großer Buchstaben im Deutschen. Didaktik Deutsch 4, 4–20. (Antrittsvorlesung Köln) 1998
- Sprechen hören – Schrift lesen – Medien erleben. Wie man es macht, wie man es lernt, und wie man es lehrt. In: W. Kallmeyer (Hrsg.), Sprache und neue Medien. Jahrbuch des Instituts för deutsche Sprache 1999. Berlin: de Gruyter, 89–104.
- Didaktik der deutschen Sprache – ein Handbuch. 2 Bände. Herausgegeben von Ursula Bredel, Hartmut Günther, Peter Klotz, Jakob Ossner und Gesa Siebert-Ott. Schoeningh: UTB 2003.
- Modelle des Lesenlernens. In: Gerhard Härle & Bernhard Rank (Hrsg.), Wege zum Lesen und zur Literatur. Hohengehren: Schneider, 35–50. 2004
- mit Ellen Nünke: Warum das Kleine groß geschrieben wird, wie man das macht und wie man das lehrt. Kölner Beiträge zur Sprachdidaktik 1. Gilles und Francke 2005, ISBN	978-3-925348-65-5
- Duden Sprachbuch 3. Schülerbuch, Arbeitsheft, Lehrermaterial. Herausgegeben von Hartmut Günther. Frankfurt: Duden-Paetec. 2007
- Duden-Wörterbuch für Volksschulen. Bearbeitung des Lexi-Wörterschatzes für Österreich. Frankfurt: Duden-Schulbuchverlag 2008
- Alphabetschrift und Alphabetreihe – Entwicklung und Aneignung. In: E. Birk & J. Schneider (Hrsg.), Philosophie der Schrift – Festschrift für Christian Stetter. Verlag Niemeyer Tübingen 2009, 27–41.
- Beiträge zur Didaktik der Schriftlichkeit. Gilles & Francke, Duisburg 2010, ISBN 978-3-925348-87-7
- mit Simone Jambor-Fahlen und Michael Becker-Mrotzek: Lesen und Schreiben lehren und lernen. Grundlagen für die Schulentwicklung – ein integratives Konzept für den Anfangsunterricht. Oldenbourg Verlag, München 2015, ISBN 978-3-637-91215-1
- Mit Feuereifer und Herzenslust. Wie Luther unsere Sprache prägte. Verlag Bibliographisches Institut, Berlin 2017 / Duden, ISBN 978-3-411-75427-4